# Processi di Chełmno
I processi di Chełmno furono una serie di processi consecutivi per i crimini di guerra contro le persone, avvenuti nel campo di sterminio di Chełmno, e tenuti in Polonia e in Germania dopo la seconda guerra mondiale. I casi sono stati decisi a distanza di quasi vent'anni. Il primo processo giudiziario contro gli ex uomini delle SS-Sonderkommando di Chełmno (o Kulmhof), si svolse nel 1945 presso il tribunale distrettuale di Łódź, in Polonia. I successivi quattro processi, tenuti a Bonn, in Germania, iniziarono nel 1962 e si conclusero tre anni dopo, nel 1965 a Colonia.
Un certo numero di ufficiali del campo, di conducenti dei gaswagen e di guardie delle SS, fu chiamato in giudizio davanti al tribunale con l'accusa di crimini di guerra e crimini contro l'umanità commessi a Chełmno nella Polonia occupata nel periodo tra il dicembre 1941 e il gennaio 1945. Le prove contro gli imputati, comprese le testimonianze dei sopravvissuti, degli ex prigionieri e dei meccanici delle SS che si occupavano delle riparazioni, sono state esaminate in Polonia dal giudice Władysław Bednarz del tribunale distrettuale di Łódź. Tre imputati sono stati condannati a morte, compreso il vice comandante del campo Oberscharführer Walter Piller (erroneamente indicato Filer); il conducente del gaswagen Hauptscharführer Hermann Gielow (Gilow), così come Bruno Israel dell'Ordnungspolizei, la sua condanna è stata poi commutata in ergastolo. Tutti e tre erano membri del SS Special Detachment Kulmhof, responsabile dello sterminio sia di ebrei che di non ebrei durante l'Olocausto nella Polonia occupata.
Negli anni 1962-1965, una dozzina di uomini delle SS di Kulmhof furono chiamati in giudizio davanti al tribunale tedesco (Landgericht) a Bonn. Sono stati accusati dell'omicidio di 180.000 ebrei nel campo. Le deliberazioni della giuria sono continuate per tre anni, con pene variabili dai 13 mesi e 2 settimane ai 13 anni di reclusione. La metà degli imputati è stata prosciolta da ogni accusa e rilasciata dalla Germania.

## Il processo di Chełmno in Polonia 1945
Dopo la liberazione da parte dell'esercito sovietico, il 24 maggio 1945, il nuovo governo della Polonia iniziò la sua indagine ufficiale sui crimini di guerra di Chełmno. Sebbene la maggior parte dei tedeschi fosse fuggita, Piller e Gielow furono subito catturati dai sovietici e riportati indietro.
In particolare, il processo agli autori dell'Olocausto di Chełmno era diverso da qualsiasi altro processo per crimini di guerra, perché il campo era stato sostanzialmente sradicato dalle SS, insieme alla maggior parte delle tracce dell'omicidio di massa. I camion carichi di ceneri delle sue vittime venivano scaricati quotidianamente nel fiume Warta, il "palazzo" è stato fatto saltare in aria e le macerie rimosse dalle fondamenta, le camere a gas mobili e il bottino vennero riportati a Berlino, i documenti scritti vennero distrutti, compresi i registri di partenza dei treni. Non c'era niente da vedere per i commissari o che ne attirasse l'interesse. Alcune delle prove chiave furono erroneamente gettate nella spazzatura nel 1945 (cioè le oltre 5.000 paia di scarpe danneggiate da una sinagoga distrutta a Koło), o portati via come materiali utilizzabili, comprese le recinzioni in legno e le griglie di cremazione; poche persone erano consapevoli della loro importanza. In confronto, gli altri ex campi di sterminio traboccavano di prove dirette dei crimini di guerra, come nel caso del processo di Majdanek deciso diversi mesi prima.
Il giudice Bednarz ordinò subito lo scavo dei rifiuti in una fossa Schlosslager. Tra i detriti, sono stati trovati circa 24.200 cucchiai, 4.500 coltelli e 2.500 forchette, oltre pentole, padelle, occhiali e molti altri oggetti mezzo bruciati. Si sapeva anche che la maggior parte delle vittime erano ebrei del ghetto di Łódź, dove furono trovate anche le cronache delle operazioni del ghetto; inoltre, polacchi non ebrei, prigionieri sovietici, circa 5.000 zingari e interi trasporti di bambini erano stati deportati a Chełmno dove furono assassinati. Il sergente maggiore delle SS Walter Piller ha testimoniato a proposito delle fasi finali del campo, comprese le deportazioni del 1944 da Łódź. Per aggirare la distruzione nazista di documenti e prove, il giudice Bednarz ha utilizzato i registri e le stime del ghetto di Łódź per arrivare al numero plausibile di vittime. Sulla base delle statistiche del ghetto e delle testimonianze, ha stimato circa 350.000 vittime, non tenendo conto del periodo di inattività del campo. La gamma di vittime stimate presentate al processo del 1962 a Bonn era da un minimo di 152.000 a 180.000 persone.
Il primo processo di Chełmno in Polonia ha stabilito molti dettagli critici della storia del campo, ma ha anche rivelato il funzionamento delle camere a gas mobili, che utilizzavano i gas di scarico come agente di uccisione, gas deviati nei furgoni rivestiti di lamiera. Furono stabiliti i nomi degli ufficiali e dei comandanti delle SS nel campo, inclusi il SS-Hauptsturmführer Herbert Lange e il SS-Hauptsturmführer Hans Bothmann che erano scomparsi.

### Testimonianze dei sopravvissuti
Il giudice Władysław Bednarz, assistito dal vice addetto alla registrazione, ha ascoltato le testimonianze dei testimoni chiave tra cui Szymon Srebrnik, quindicenne, che è sopravvissuto a un colpo alla testa durante l'ultima esecuzione di ebrei nel campo da parte dei tedeschi, e Mordechaï Podchlebnik, che fuggì nel 1942 nella foresta circostante dalla sepoltura del Sonderkommando. Podchlebnik testimoniò il 9 giugno 1945. Nel gennaio 1942, rimase al campo per 10 giorni a scavare fosse comuni durante gli eventi legati all'Azione Reinhard. Il processo di cremazione è stato attuato lì un anno dopo.
Il secondo sopravvissuto del Sonderkommando ebraico, Szymon Srebrnik, era di Łódź e aveva 15 anni alla fine della guerra. Testimoniò il 29 giugno 1945 a Koło; non era sotto giuramento, sebbene informato della responsabilità penale per una falsa dichiarazione. Srebnik ha lavorato nel campo, nella foresta, durante la seconda fase di sterminio, quando i corpi sono stati cremati dopo essere stati consegnati nei gaswagen.

### Gli imputati
Il 29/30 ottobre 1945, il giudice Władysław Bednarz interrogò il tedesco Oberwachtmeister Bruno Israel (nato Bruno Koenig), impiegato nella fase finale dello sterminio di Chełmno. Fu accusato di aver commesso crimini contro la nazione polacca ai sensi del decreto PKWN del 31 agosto 1944, relativo ai criminali di guerra nazisti (il cosiddetto Sierpniówka. Questo decreto prevedeva l'uso diretto della pena di morte senza appello. L'imputato ha affermato di non essere colpevole.
Bruno Israel ha testimoniato quanto segue:
Sebbene Bruno Israel fosse stato condannato per crimini di guerra e condannato a morte, il presidente polacco Bolesław Bierut gli concesse la clemenza nel settembre 1946, commutando la sua condanna in ergastolo. Bruno Israel è stato rilasciato con la condizionale per cinque anni nel novembre 1958 e non è mai stato obbligato a tornare in prigione.
Le condanne a morte per legge sono state comminate ad altri due imputati, che sono stati giudicati colpevoli. Sia Walter Piller che Hermann Gielow hanno chiesto la grazia presidenziale, che non è stata loro concessa. Dopo alcuni anni trascorsi nel braccio della morte, Walter Piller fu giustiziato il 19 gennaio 1949. Herman Gielow fu giustiziato nella prigione di Poznań il 6 giugno 1951. Lo stesso decreto del 31 agosto 1944 utilizzato nella loro condanna fu modificato nel dicembre 1946, rendendo le leggi non applicabili fin dall'inizio, in relazione ai crimini sovietici della seconda guerra mondiale in Polonia.

## I processi di Chełmno in Germania 1962-1965
Undici sospetti incriminati per i crimini di Chełmno furono chiamati in giudizio presso la Corte penale speciale di Bonn negli anni 1962-1965 con l'accusa di complicità nell'omicidio di 180.000 ebrei. Si sono svolti in totale quattro processi. Gli osservatori successivi si riferirono ad almeno uno di loro come a una farsa giudiziaria. Il genocidio non era nel codice penale della Germania nazista e la corte ha stabilito che non poteva essere applicato retroattivamente. Le deposizioni non sono state sufficienti per ottenere le condanne. C'erano poche prove fisiche rimanenti sulla scena del crimine e nessun corpo delle vittime da esaminare: le loro ceneri erano state trasportate a valle e gettate in mare.
Le pene più severe (15 anni) sono state comminate a Gustav Laabs, SS Hauptscharführer, un operatore dei gaswagen, e Alois Häfele, SS Untersturmführer, un leader del campo Hauskommando. La pena di quest'ultimo è stata ridotta di due anni in appello perché, secondo quanto riferito, ha dato delle sigarette ad alcuni dei condannati a morte. La metà degli imputati è stata assolta da tutte le accuse e rilasciata. L'Oberscharführer Gustaw Fiedler, del Polizeiwachtkommando, fu processato nel 1965 a Colonia e condannato a 13 mesi e mezzo di reclusione.
| #  | Accusato[2]                   | Data di nascita[20] | Grado[20]               | Mansione                       | Sentenza[2]                      |
| -- | ----------------------------- | ------------------- | ----------------------- | ------------------------------ | -------------------------------- |
| 1  | Gustaw Laabs                  | 20 dicembre 1902    | SS Hauptscharführer     | Conducente di Gaswagen         | 15 anni di carcere               |
| 2  | Walter Burmeister             | 2 maggio 1906       | SS Unterscharführer     | aiutante di Bothmann           | 13 anni di carcere               |
| 3  | Alois Häfele                  | 5 luglio 1893       | SS Untersturmführer     | Capo del campo SS Hauskommando | 15 anni di carcere               |
| 4  | Kurt Möbius                   | 3 maggio 1895       | SS Scharführer          | Guardia del campo SS           | 8 anni di carcere                |
| 5  | Karl Heinl                    | 11 aprile 1912      | SS Unterscharführer     | Guardia del campo SS           | 7 anni di carcere                |
| 6  | Walter (Ernst) Burmeister[21] | (ntbcw)             | Gaswagenfahrer          | Conducente di Gaswagen         | 3 anni e 6 mesi di carcere       |
| 7  | Heinrich Bock                 | 16 giugno 1912      | SS Scharführer          | Guardia del campo SS           | assolto e rilasciato             |
| 8  | Anton Mehring                 | 25 marzo 1920       | Unterscharführer        | Personale SS                   | assolto e rilasciato             |
| 9  | Aleksander Steinke            | 16 marzo 1912       | Polizei-Oberwachmeister | Personale SS                   | assolto e rilasciato             |
| 10 | Friedrich Maderholz           | 7 novembre 1919     | Hauptscharführer        | Guardia del campo SS           | assolto e rilasciato             |
| 11 | Wilhelm Heukelbach            | 28 febbraio 1911    | SS Oberscharführer      | Personale SS                   | assolto e rilasciato             |
| 12 | Wilhelm Schulte               | 23 giugno 1912      | Hauptscharführer        | Personale SS                   | assolto e rilasciato             |
| 13 | Gustaw Fiedler                | (1965 trial)        | Oberscharführer         | Polizeiwachtkommando           | 13 mesi e 2 settimane di carcere |
Il primo comandante del campo, SS Sturmbannführer Herbert Lange, fu ucciso in azione il 20 aprile 1945 vicino a Berlino. Il secondo capo di Chełmno, Hauptsturmführer Hans Bothmann, che apportò miglioramenti sostanziali al metodo da usare nelle esecuzioni nelle fasi finali delle operazioni nel campo, si suicidò sotto la custodia britannica nell'aprile 1946.

## Il processo in Polonia 2001
L'ultima persona accusata in relazione ai crimini di Chełmno è stato un polacco, Henryk Mania. Era uno degli otto prigionieri polacchi che lavoravano nel campo come Sonderkommando: era stato originariamente imprigionato dopo essere stato accusato di aver tentato di avvelenare un tedesco. Questi otto prigionieri avevano precedentemente lavorato in un Sonderkommando nella prigione di Fort VII dove avrebbero smaltito i prigionieri morti. Gli uomini furono quindi trasferiti a Chełmno dopo essere stati selezionati da Herbert Lange Cinquantasei anni dopo la fine della seconda guerra mondiale, fu condannato come complice di omicidio.
La sua indagine, iniziata nel 1956, è stata rinnovata nel 1991 dall'Istituto della memoria nazionale. È stato processato in un caso giudiziario del 2001 a Poznań, con il crollo di diversi regimi comunisti è stato possibile acquisire nuovi documenti. Mania è stato riconosciuto colpevole di aver aiutato a caricare i prigionieri nei gaswagen e a raccogliere i loro orologi e gioielli, che ha anche rubato per se stesso. È stato condannato a 8 anni di reclusione, in considerazione della sua età avanzata.